# Gilbert Chauny de Porturas-Hoyle
Jean Gilbert Denis Chauny de Porturas-Hoyle (Lima, 8 de marzo de 1944-Ib., 8 de febrero de 2021) fue un diplomático, arquitecto y genealogista peruano quien ejerció el cargo de embajador plenipotenciario del Perú en países europeos como Austria, Países Bajos, Reino Unido, Suecia y Hungría.

## Biografía
Nació en la ciudad Lima en el seno de una familia franco-peruana siendo hijo de Jean Emile Chauny de Bernier, natural de Francia y de Josefina Blanca de Porturas Hoyle, de ascendencia trujillana. Su abuelo materno fue el médico José de Porturas y Verde, político y alcalde de la ciudad de Trujillo.
Cursó estudios en letras en la Pontificia Universidad Católica del Perú y luego arquitectura en la Universidad Nacional de Ingeniería. Posteriormente, realizó estudios en la Academia Diplomática del Perú.
Fue miembro de diversas instituciones entre las que destacan la Asociación de Funcionarios Diplomáticos del Perú y el Instituto Peruano de Investigaciones Genealógicas. Asimismo, en el periodo 2013-2019 ejerció como presidente de la Asociación Peruana de la Soberana y Militar Orden de Malta, sucediendo al canciller Fernando de Trazegnies Granda y antecediendo a Fernán Altuve, actual presidente. Además, fue miembro de la Sagrada Orden Militar Constantiniana de San Jorge y un destacado coleccionista de arte y objetos históricos peruanos.
Se casó con la dama peruana Carmen Loreto Laos con quien tuvo tres hijos y seis nietos de diversas nacionalidades.

## Carrera diplomática
Ejerció diversas funciones diplomáticas durante su vida, siendo embajador del Perú en el Reino Unido, Países Bajos, Austria, Hungría, Suecia, entre otros. Durante su jefatura de Ceremonial de la Dirección General de Protocolo del Ministerio de Relaciones Exteriores, fue encargado de la primera visita oficial de un rey de España al Perú, visita realizada por SS.MM el rey Juan Carlos I y la reina Sofía en 1978.
A lo largo de su vida profesional ejerció los siguientes cargos diplomáticos:
- Tercer Secretario – Subsecretaría de Asuntos Políticos y Diplomáticos (Dirección de Europa, África, Asia y Oceanía del Ministerio de Relaciones Exteriores en Lima, Perú. (1970-1972)

- Tercer Secretario - Embajada del Perú en Bogotá, Colombia. (1972-1975)

- Segundo Secretario – Representación Permanente del Perú ante los Organismos Internacionales con sede en Ginebra, Suiza y Cónsul General del Perú en Ginebra y Vaud, Suiza. (1975-1978)

- Primer Secretario – Jefe de Ceremonial de la Dirección General de Protocolo en Lima, Perú. (1978-1979)

- Primer Secretario – Jefe del Departamento de Estados Americanos de la Dirección de Organismos y Conferencias Internacionales en Lima, Perú. (1979-1980)

- Consejero – Jefe del Departamento Político del Perú en Washington, Estados Unidos. (1980-1984)

- Ministro Consejero – Cónsul General del Perú en Toronto, Canadá. (1984-1986)

- Ministro Consejero – Director Adjunto de América de la Subsecretaría de Asuntos Políticos del Ministerio de Relaciones Exteriores. (1986-1988)

- Ministro – Director de Asuntos Aeronáuticos y la Subsecretaría de Asuntos Políticos del Ministerio de Relaciones Exteriores en Lima, Perú.  Delegado ante la Organización de Aviación Civil Internacional, Montreal, Canadá. (1988-1989)

- Ministro – Jefe de Cancillería de la Embajada del Perú en Londres, Reino Unido y representante Permanente del Perú ante la Organización Marítima Internacional – Encargado de Negocios del Perú en el Reino Unido entre marzo y junio de 1989 y marzo y noviembre de 1993. (1989-1993)

- Embajador – Director general de Asuntos Especiales del Ministerio de Relaciones Exteriores. (1989-1993)

- Embajador Extraordinario y Plenipotenciario del Perú en Austria, Eslovenia (concurrente desde Viena), Turquía (concurrente desde Viena). Representante Permanente del Perú ante la Oficina de las Naciones Unidas con sede en Viena. Representante Permanente del Perú las Naciones Unidas para el Desarrollo Industrial (ONUDI). Representante Permanente del Perú ante el Organismo Internacional de Energía Atómica (OIEA), Viena. Representante Permanente del Perú ante el Organismo del Tratado para la Prohibición Completa de los Ensayos Nucleares (CTBTO). (1995-2000)

- Embajador Extraordinario y Plenipotenciario del Perú en el Reino Unido e Irlanda. (concurrente desde Londres). Representante Permanente del Perú ante la Organización Marítima Internacional, Reino Unido. (2000-2001)

- Director Nacional de Desarrollo Fronterizo, Ministerio de Relaciones Exteriores, Lima, Perú. (2002-2003)

- Subsecretario de Política Cultural Exterior, Ministerio de Relaciones Exteriores, Lima, Perú. (2003-2005)

- Embajador Extraordinario y Plenipotenciario del Perú en Hungría, Croacia (concurrente desde Budapest) y Bosnia-Herzegovina (concurrente desde Budapest). (2005-2007)

- Embajador Extraordinario y Plenipotenciario del Perú en el Reino de los Países Bajos. (2007–2008)

- Embajador Extraordinario y Plenipotenciario del Perú en el Reino de Suecia, Reino de Noruega (concurrente desde el Estocolmo), Reino de Dinamarca (concurrente desde el Estocolmo) y ante la República de Islandia (Concurrente desde el Estocolmo). (2008 - 2010)

- Director General de Tratados, Ministerio de Relaciones Exteriores, Lima, Perú. (2011-2014)

## Condecoraciones y distinciones
- Orden de San Carlos en grado de Oficial.
- Orden de Isabel la Católica en grado de Oficial.
- Orden del Cóndor de los Andes en grado de Gran Cruz.
- Orden al Mérito de la República de Austria en grado de Gran Condecoración de Honor en oro con fajín.
- Orden de la Estrella Polar en grado de Comendador Gran Cruz.

- Comendador de la Orden de Bogotá, Colombia.
- Caballero Comendador al Mérito con Estrella de la Sagrada Orden Militar Constantiniana de San Jorge.
- Gran Cruz de la Orden pro Mérito Melitensi, Soberana Orden de Malta
- Gran Cruz de la Orden al Mérito por Servicios Distinguidos, Perú.

## Publicaciones
- Arquitectura residencial en Lima: 1746-1820.
- Los Sánchez de Aranda (en Trujillo del Perú).
- Los Hoyle de Trujillo del Perú.